# 大阪市立真住中学校
大阪市立真住中学校（おおさかしりつ ますみ ちゅうがっこう）は、大阪府大阪市住之江区にある公立中学校。

## 概要
大阪市立南稜中学校（1993年廃校）と大阪市立加賀屋中学校の校区を再編する形で、1993年に新設開校した。
学校周辺を指す地名として、『摂津風土記』に「真住吉国（ますみのえ）」とあることから、「真住」の校名が採用された。

## 沿革
大阪市立加賀屋中学校が生徒数増加で過密化していたことや、大阪市立平林小学校の校区変更などを背景に、従来の大阪市立南稜中学校と加賀屋中学校の校区を再編する形で新設中学校を設置する構想が持ち上がった。
地域との協議を経て、住之江区校区問題検討委員会は1988年2月、「新設中学校を、新しい場所に設置する。これに伴い南稜中学校は廃止する」とした内容を、住之江区長宛に答申した。
地域との協議や新中学校建設用地の買収などを経て、校舎建設工事に取りかかり、1993年度に大阪市立真住中学校として現在地に開校した。これに伴い、従来の大阪市立南稜中学校は1993年3月に廃校となっている。
開校当初は、大阪市立住吉川小学校と大阪市立住之江小学校の2小学校を校区とした。2000年には、住之江小学校と大阪市立安立小学校の校区のそれぞれ一部を分離再編する形で大阪市立清江小学校が新設されたことで、清江小学校の校区を真住中学校校区に編入している。

### 年表
- 1988年 - 中学校新設を求める答申が出される。
- 1993年3月 - 大阪市条例により、大阪市立真住中学校の設置が正式に決定。
- 1993年4月1日 - 大阪市立真住中学校として、現在地に開校。

## 出身者
- 清水希容[4] - 空手家
- 山中亮平[4] - ラグビー選手
- 中濱寛造[4] - ラグビー選手
- 近藤魁成[4] - キックボクサー

## 通学区域
- 大阪市立住之江小学校、大阪市立清江小学校、大阪市立住吉川小学校の通学区域。

大阪市住之江区 御崎1丁目-6丁目、南加賀屋1丁目-2丁目、浜口西2丁目-3丁目、東加賀屋3丁目-4丁目、中加賀屋3丁目-4丁目、西加賀屋3丁目-4丁目、柴谷2丁目、緑木2丁目。

## 交通
- Osaka Metro四つ橋線・ニュートラム 住之江公園駅 北東へ約800m。
- 南海本線 住吉大社駅 西へ約1.2km。
- 大阪シティバス 西加賀屋四丁目バス停、御崎一丁目バス停。